# Toxorhina (Eutoxorhina) parasimplex
Toxorhina (Eutoxorhina) parasimplex is een tweevleugelige uit de familie steltmuggen (Limoniidae). De soort komt voor in het Australaziatisch gebied.